# Toyota BA
La Toyota BA a été inspirée de la Volvo PV 60.